# La Colonia de Santa Eulalia
La Colonia de Santa Eulalia es un pedanía situada entre el término municipal de Sax y  el de Villena (Alicante, España), a 480 m s. n. m. La línea divisoria entre los términos de ambos municipios la conforma la calle de Salinas; hacia el norte corresponde a Villena y hacia el sur corresponde a Sax. Su construcción se inició a finales del siglo XIX a raíz de la ley de colonias de 1868 y dentro del marco del socialismo utópico y en la actualidad se encuentra semiabandonada, con muchos de los edificios principales en un avanzado estado de deterioro.
El 19 de febrero de 2016 la Generalidad Valenciana declaró el poblado como Bien de Interés Cultural, tras trámites iniciados en febrero de 2015.

## Geografía física
La Colonia de Santa Eulalia se sitúa a aproximadamente 0,5 km de la afluencia de la acequia del Rey en el río Vinalopó, justo en la frontera entre los términos de Sax y Villena. Se encuentra a los pies de un pequeño cabezo, al oeste de la Peña Rubia. En sus alrededores existe un importante conglomerado de obras hidráulicas y canalizaciones de las aguas del Vinalopó.

## Historia
En el lugar en que se levanta la Colonia de Santa Eulalia existió un cementerio andalusí, aunque no se sabe a qué localidad o alquería debió pertenecer. El paraje se denominaba, ya tras la conquista cristiana, Prados de Santa Eulalia. Esta denominación tiene su origen en una leyenda según la que Santa Eulalia auxilió a las tropas de Berenguer de Entenza contra los sarracenos, y, en su honor, se alzó una ermita en el mismo lugar que ocupa la actual.

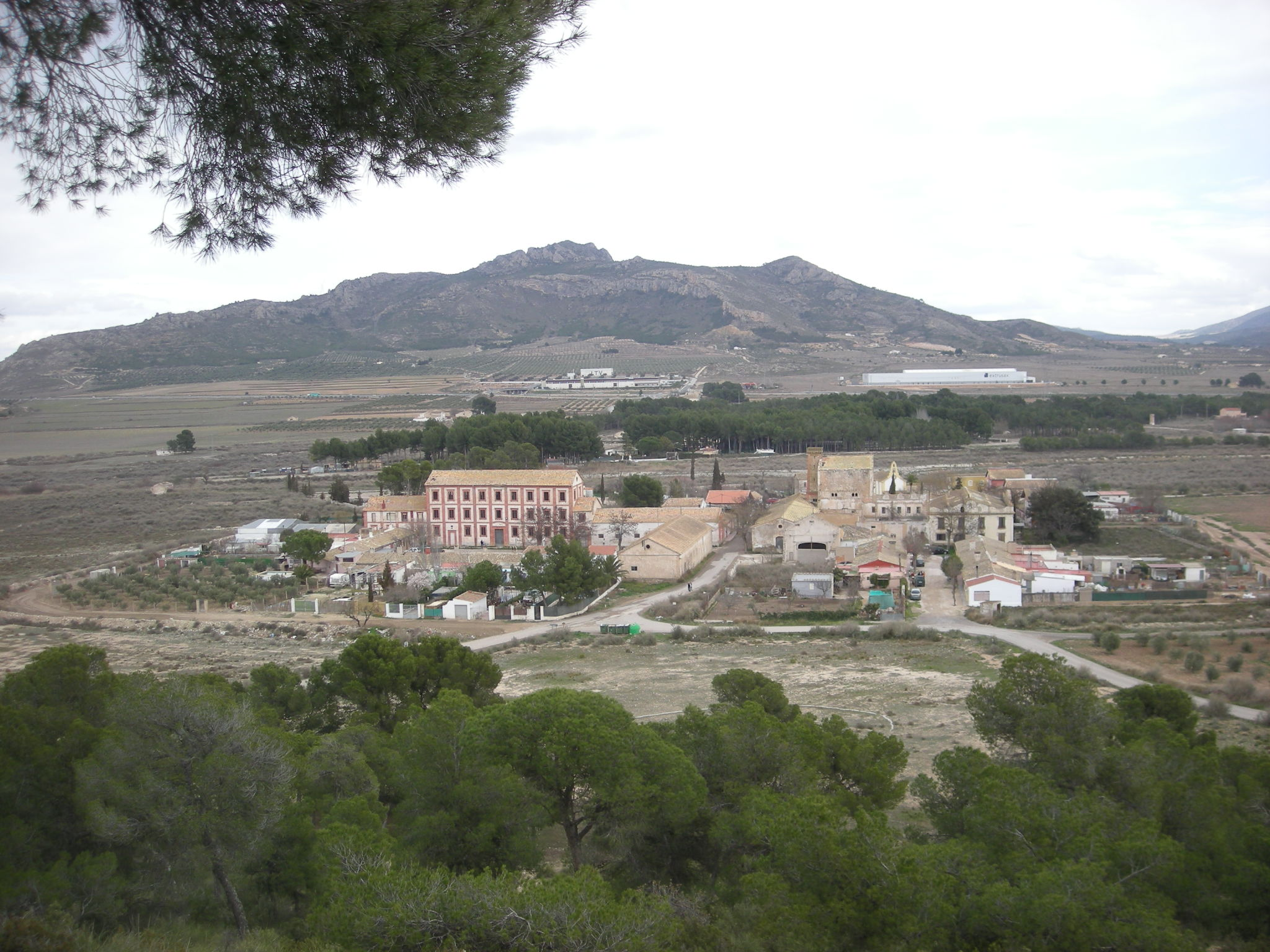
La Colonia vista desde lo alto del cerro; de izquierda a derecha se distinguen la fábrica de harinas, la calle Salinas, la torre de la fábrica de alcohol, la peineta de la ermita y el Palacio de los Condes.

La colonia en sí comenzó a construirse a finales del siglo XIX promovida, a raíz de una ley de 1868, por Antonio de Saavedra y Rodríguez de la Guerra, conde de Alcudia y Gestalgar y su primo Mariano Bertodano y Roncalli, vizconde de Alcira. En sus orígenes era una gran finca de 138 ha de vides, olivos y almendros, regentada por esta familia. El conde, influido por el socialismo utópico, decidió asociarse a Mariano Roncalli para crear una colonia industrial según el modelo de otras existentes en Cataluña. Ésta fue declarada Colonia Agrícola de Primera Clase en 1 de julio de 1887, y tenía como fin el cultivo, recolección y elaboración de productos agrícolas.
En ella se construyeron, además de las casas de los trabajadores, una gran fábrica de harinas y otra de alcohol, así como el palacio de los condes, un teatro, un economato, un casino, una hospedería, una estación de ferrocarril y diversas bodegas, almacenes y almazaras. Los edificios se organizaron en torno a dos plazas, estando la principal constituida alrededor de la ermita de Santa Eulalia. Desde su construcción y hasta aproximadamente 1925, la colonia tuvo una gran importancia económica. A partir de esa fecha comenzó una lenta decadencia, que se vio acelerada por la guerra civil.
A principios de 1937, y dentro de la reforma para eliminar referencias religiosas o monárquicas en los topónimos, se cambió el nombre de la Colonia de Santa Eulalia por Colonia de Lina Odena y se iniciaron los proyectos para llevar la luz eléctrica.
Debido al cierre de las industrias y el abandono de las tierras de cultivo, algunos de los edificios de la Colonia se han deteriorado hasta casi acabar desapareciendo, como es el caso de la estación de ferrocarril (demolida alrededor de 1990) o el teatro, que se halla en estado muy ruinoso. En 2007, una productora valenciana la eligió como plató de exteriores para la popular serie de Canal Nou "L'Alqueria Blanca", hecho que ha dado un importante impulso turístico a la pedanía.

## Transportes
El núcleo de la Colonia de Santa Eulalia cuenta con una salida de la autovía A-31, situada entre la salida del polígono industrial de Bulilla y el comienzo de la autovía CV-80. Se accede a la población por un camino vecinal, denominado "avenida de Margot". La colonia está, además, atravesada de norte a sur por la senda del Camino de Santiago del Sureste, que se comparte en este tramo con el Camino del Cid. Parten de Santa Eulalia, así mismo, el sendero PRCV-197 que atraviesa el término de Villena de norte a sur y finaliza en La Encina, así como las rutas 6 y 20 de la Concejalía de Turismo de Villena, que de dirigen a los Picachos de Cabrera y a la Peña Rubia, respectivamente.
También existió una estación del ferrocarril en la línea Madrid-Alicante, que fue demolida debido a su estado avanzado de ruina en la década de 1990.

## Patrimonio
- Palacio de los Condes: comenzó a construirse en 1898 con un estilo que combina el modernismo con la arquitectura industrial de la época. En la fachada principal se encuentra el principal elemento decorativo: un relieve inscrito en un fronto semicircular en el que hay esculpidas alegorías de la agricultura y la industria separadas por un ángel con las alas extendidas. En la fachada también se hallan las armas del conde: en campo de plata, tres fajas ajedrezadas de gules y oro, en cuatro órdenes cargada cada una de otra faja de oro; bordura de gules y ocho aspas de oro. El palacio cuenta con 12 habitaciones, patio central, salón, despacho y biblioteca, y se encuentra en estado ruinoso. Está rodeado de jardines con motivos Sezession y esculturas de estilo clásico.[4]

- Ermita de Santa Eulalia: la ermita original databa de al menos 1609 y se había reformado en 1623 y 1782. Sin embargo, dado que a finales del siglo XIX amenazaba ruina, Antonio de Padúa mandó al villenense Francisco Gran construir una nueva, que se terminó el 24 de febrero de 1891, tal y como reza la inscripción conservada en la ermita.

Se trata de una edificación de planta rectangular y cubierta a dos aguas que se apoya en contrafuertes laterales. La cubrición interior es de bóveda de cañón con arcos fajones y en la fachada se alza una espadaña con campana.
- Teatro Cervantes: de planta cuadrada, está estructurado a la italiana y cuenta con patio de butacas y palco, en el que se situaba el coro.

La escena y su maquinaria están derruidos, pero se conserva gran parte de la decoración interior, compuesta por frescos que muestran personajes ilustres, vistas de la Colonia, molduras y una cenefa central.
- Fábrica de Harinas El Carmen: gran edificio de tres plantas, compuesto por una nave central y dos laterales anexas.

En la primera se elaboraba la harina, y las laterales estaban destinadas a almacén de trigo y casa del molinero. Su fachada alterna los colores blanco del encalado y el rojo granate del ladrillo macizo.
- Fábrica de Alcoholes La Unión: edificio de gran altura, adosado a la bodega y con una característica chimenea cuadrangular. En ella se destiló el coñac Santa Eulalia hasta 1936, cuando la colonia ya estaba en plena decadencia.[4]

## Galería de fotos

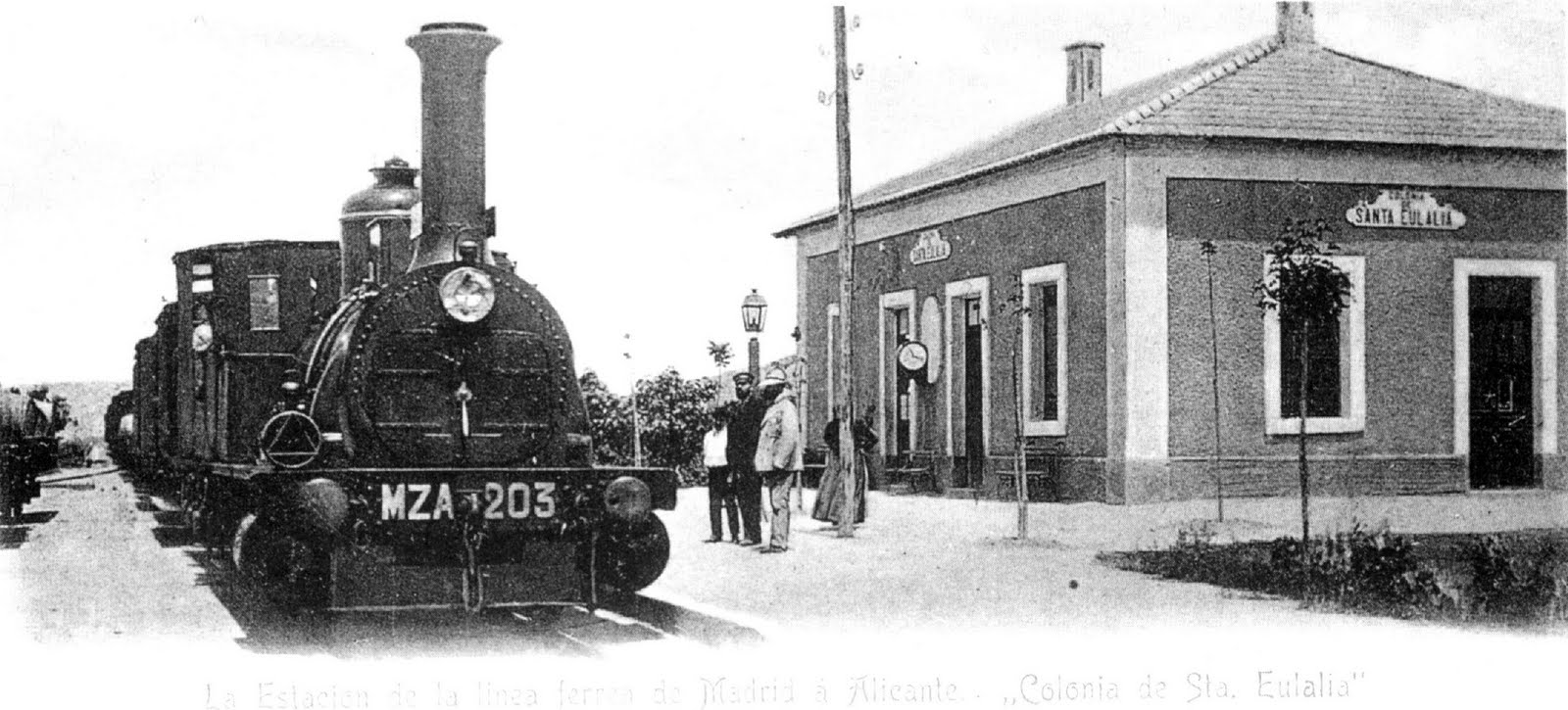
Antigua estación de tren
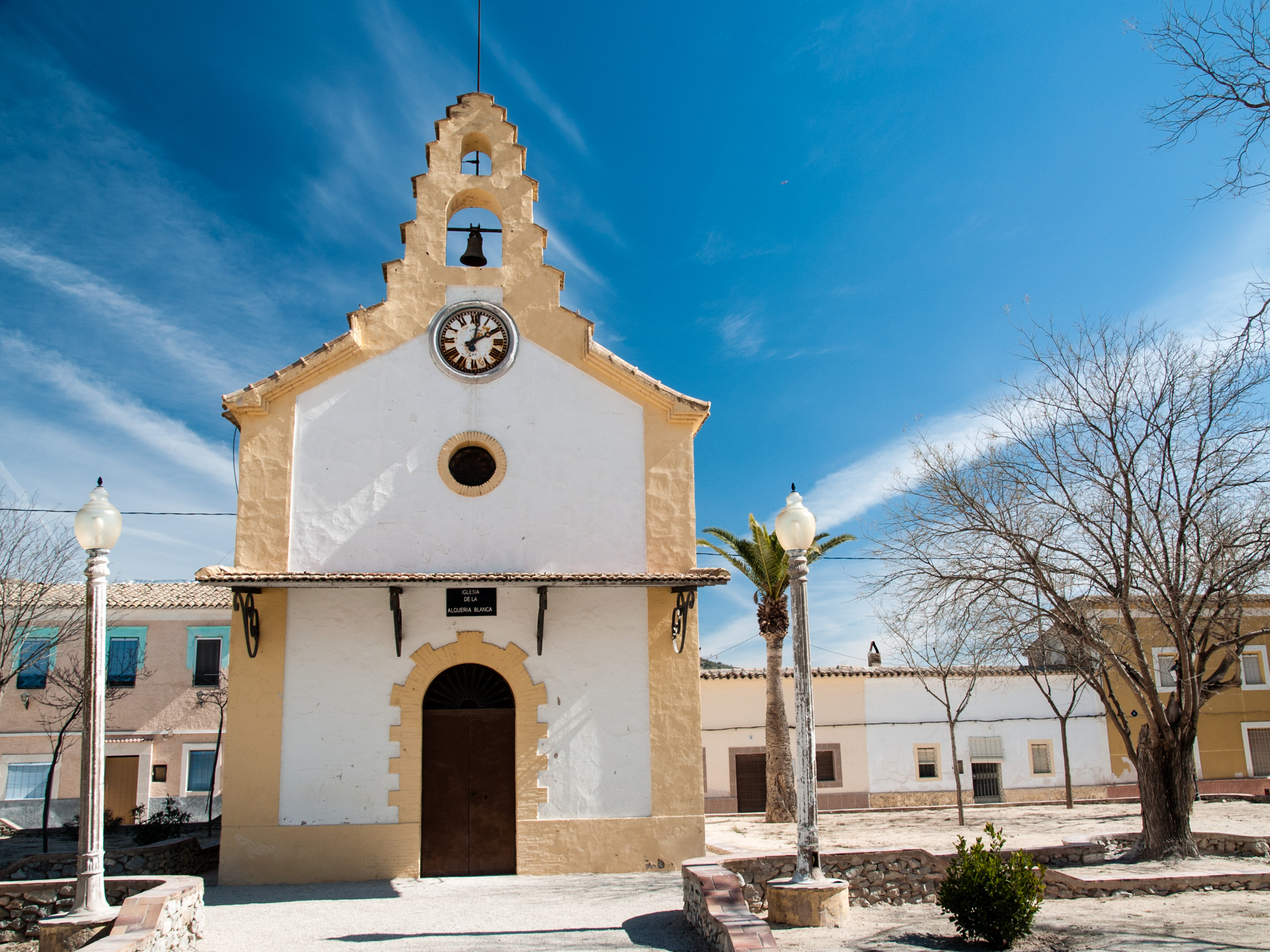
Ermita de Sta. Eulalia
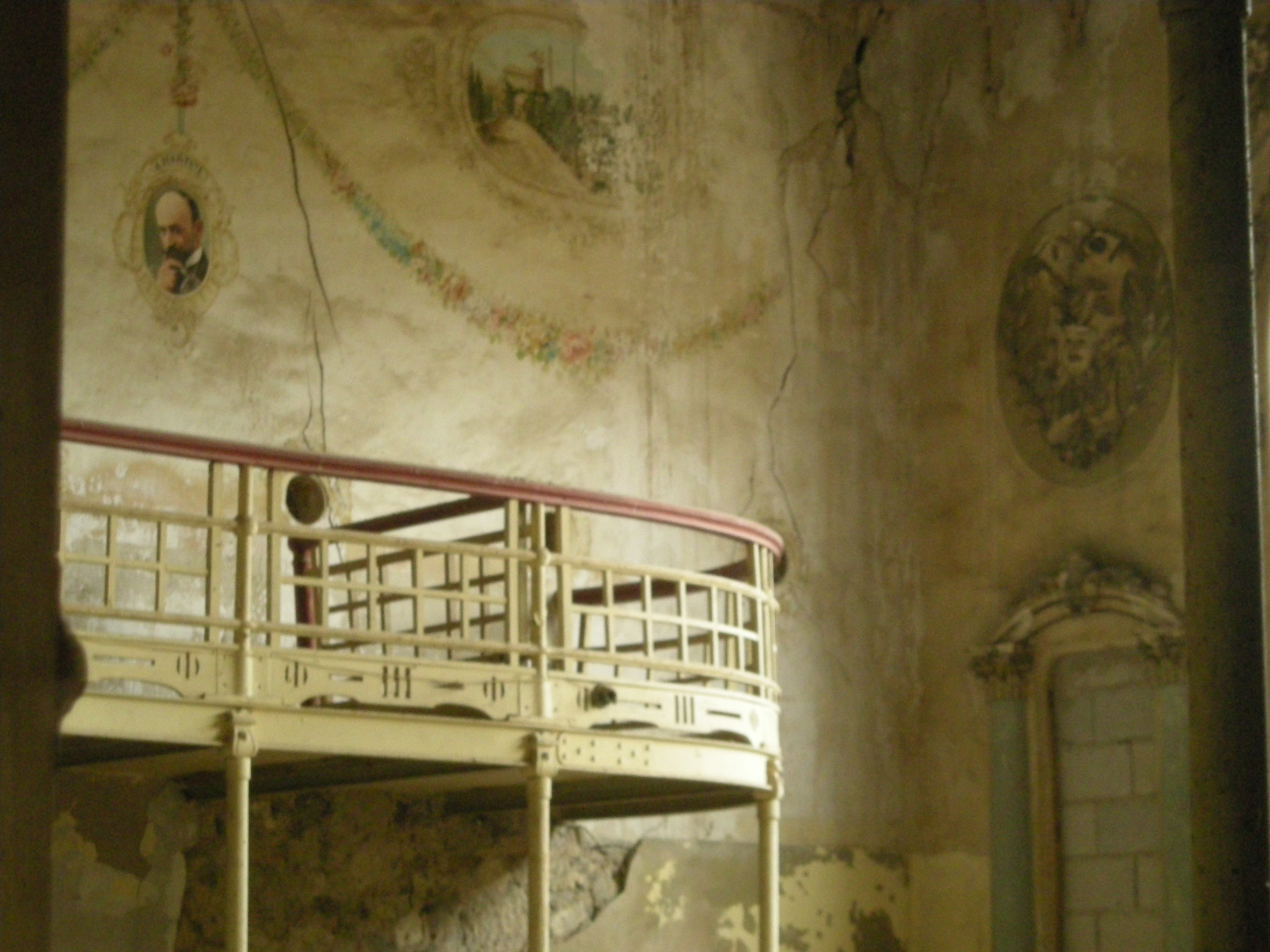
Interior del Teatro Cervantes
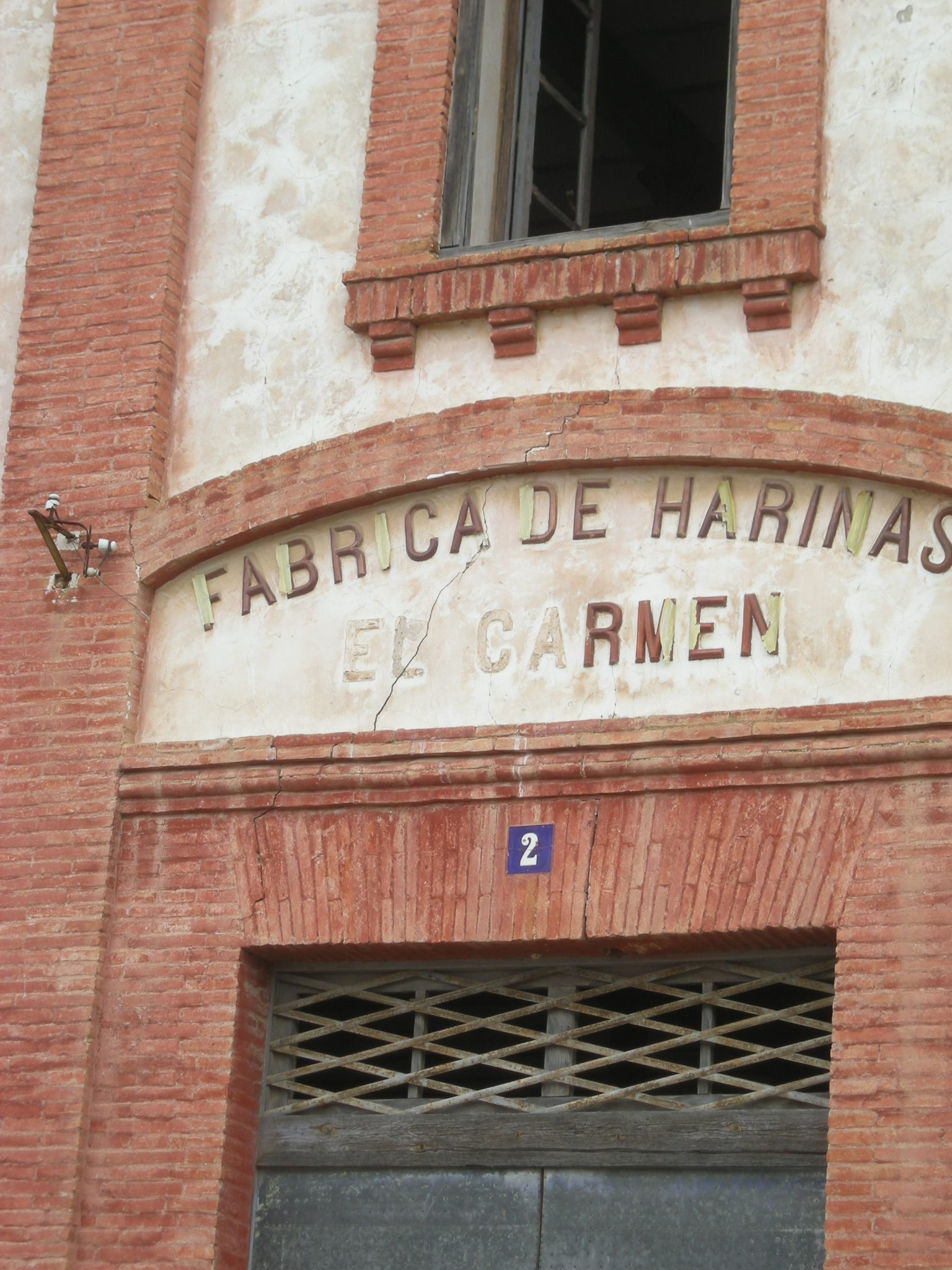
Fábrica de harinas El Carmen

## Urbanismo

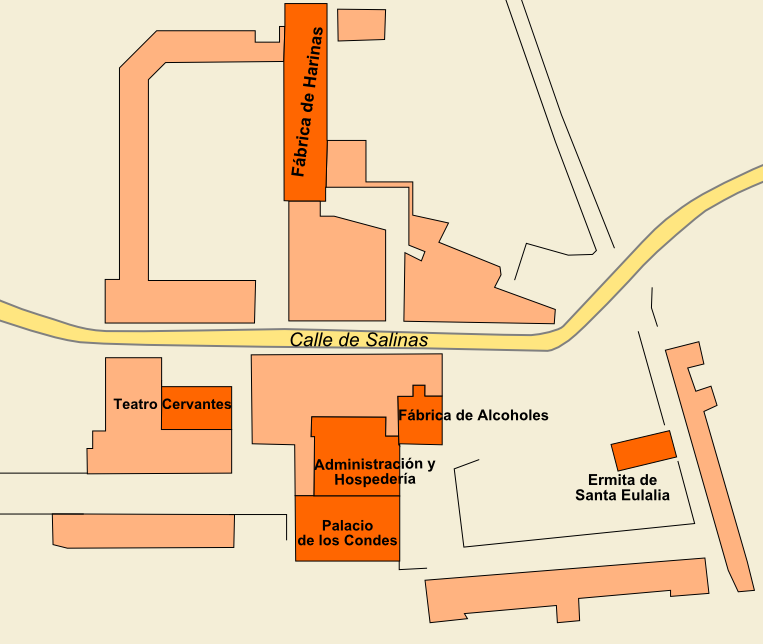
Planta de la Colonia.

La colonia, construida según los cánones del socialismo utópico aplicado en Cataluña, está organizada en torno a dos plazas que quedan articuladas por la calle de Salinas. Al sur, en el término de Sax, está la plaza principal, en el centro de la cual se sitúa la ermita de Santa Eulalia, y, alrededor de la misma, los antiguos edificios de la fábrica de Alcohol, el centro administrativo, el palacio de los Condes, el economato y el casino. Hacia el oeste, en la calle de Salinas, se levantó el Teatro Cervantes y, al norte de éste, en término de Villena, la única entrada a la segunda plaza, de dimensiones más reducidas y cerrada por la fábrica de Harinas y varias viviendas y almacenes.
El uso de los distintos edificios está indicado por unos letreros de cerámica vitrificada en color rojo. Las formas y materiales remiten, en la mayoría de los casos, a la arquitectura industrial del siglo XIX, siendo de destacar el volumen y cromatismo de ambas fábricas.